# Střížovice (kraj południowoczeski)
Střížovice – wieś i gmina w Czechach, w powiecie Jindřichův Hradec, w kraju południowoczeski.
1 stycznia 2017 gminę zamieszkiwało 587 osób, a ich średni wiek wynosił 42,1 roku.